# 昆明海关
中华人民共和国昆明海关，是中华人民共和国海关总署在昆明市设立的海关，驻地位于昆明市盘龙区北京路618号。关区管辖范围为云南省全省，共有25个口岸（其中公路口岸18个、航空口岸4个、水运口岸2个、铁路口岸1个）。

## 历史沿革
昆明海关前身为1889年8月开关的蒙自关。1942年蒙自关、腾越关合并，始称昆明关。1951年，腾冲关、昆明关合并，称昆明关。
1967年1月，昆明关的群众组织造反夺权，成立昆明关革命生产委员会。1967年6月，云南省军事管制委员会对昆明关实施军事管制。1968年12月，成立昆明关革命委员会，直到1978年3月撤销。
1980年2月9日，昆明关建制收归中央，为局级机构，由云南省人民政府监督指导。同年8月1日，根据中华人民共和国海关总署通知，中华人民共和国昆明关改称中华人民共和国昆明海关。

## 机构设置
职能机构
- 办公室（党委办公室）
- 法规处
- 综合业务处
- 卫生检疫处
- 关税处
- 动植物检疫处
- 进出口食品安全处
- 商品检验处
- 口岸监管处
- 行邮监管处
- 统计分析处
- 企业管理和稽查处
- 缉私局
- 财务处
- 科技处
- 督察内审处
- 人事处（党委组织部）
- 教育处
- 机关党委（思想政治办公室、党委宣传部、党委巡察工作办公室）
- 监察室
- 离退休干部办公室

下属海关
- 昆明长水机场海关
- 昆明邮局海关
- 滇中海关
- 瑞丽海关
- 畹町海关
- 芒市海关
- 盈江海关
- 章凤海关
- 腾冲海关
- 大理海关
- 怒江海关
- 丽江海关
- 香格里拉海关
- 孟定海关
- 南伞海关
- 沧源海关
- 西双版纳海关
- 打洛海关
- 勐腊海关
- 思茅海关
- 勐康海关
- 孟连海关
- 河口海关
- 蒙自海关
- 金水河海关
- 天保海关
- 都龙海关
- 田蓬海关

## 历任领导
历任关长
- 刘洁（1954年4月－1958年4月）
- 曲作津（1960年5月－1962年9月）
- 张若谷（1962年7月－1965年9月）
- 何直敏（1976年2月－1980年2月）
- 刘信（1980年11月－1983年11月）
- 曹恒礼（1989年7月－1991年6月）
- 丁学辉（1992年8月－2001年11月）
- 陈纪元（2001年11月－2004年9月）
- 张治洲（2004年9月－2009年7月）
- 张金城（2009年8月－2015年2月）
- 康川（2015年2月－2018年8月）
- 靳延勇（2018年8月－）
- 李晋（－2024年12月）
- 石正进（2024年6月－）